# .no
.no е национален интернет домейн на Норвегия, създаден през 1987 г.